# Autostrada A53 (Italia)

Indicazione alternativa del raccordo indicata dai documenti Anas

L'autostrada A53 (o raccordo autostradale 7 (RA 7) secondo la numerazione dell'Anas) è un breve raccordo, a due corsie per senso di marcia senza corsie di emergenza, di 9 km che collega l'autostrada A7 alla A54 (la tangenziale Ovest di Pavia), inaugurato il 10 settembre 1960.
Affidata in gestione alla società Milano Serravalle-Milano Tangenziali, la stessa concessionaria che gestisce il tratto da Milano a Serravalle Scrivia dell'A7, la tangenziale Ovest di Pavia e le tangenziali Nord, Est e Ovest di Milano, l'A53 è stata classificata come raccordo autostradale con d. m. del 23/03/1971 (GU 73 del 17/03/1972).
Il decreto del presidente del Consiglio dei ministri del 21 settembre 2001 (Gazzetta Ufficiale n. 226 del 28-09-2001) ha assegnato al raccordo la numerazione RA 07.
Sono stati eseguiti una serie di interventi di adeguamento agli standard autostradali, con un investimento di 20,8 milioni di euro.

## Segnaletica
La numerazione A53 è presente solo nei pannelli integrativi posti in prossimità dei cavalcavia, mentre la numerazione RA 7 è assente nella segnaletica stradale. Tutti i segnali stradali presenti nel raccordo sono a sfondo blu, di norma usati per le strade extraurbane, mentre i segnali stradali a sfondo verde, usati per le autostrade, presenti nel raccordo sono quelli delle progressive chilometriche. Sono inoltre presenti i segnali di inizio e fine autostrada.

## Percorso
| A53 Raccordo BEREGUARDO - PAVIA |           |                      |      |      |           |
| Tipo                            | n° uscita | Indicazione          | ↓km↓ | ↑km↑ | Provincia |
|                                 |           | Milano - Genova      | 0,0  | 9,1  | PV        |
|                                 |           | Barriera Bereguardo  | 0,1  | 9,0  | PV        |
|                                 | 1         | Bereguardo           | 0,6  | 8,5  | PV        |
|                                 | 2         | Cascina Carpana      | 2,0  | 7,1  | PV        |
|                                 | 3         | Casottole            | 2,8  | 6,3  | PV        |
|                                 | 4         | Torre d'Isola        | 4,1  | 5,0  | PV        |
|                                 | 5         | Villaggio dei Pioppi | 4,8  | 5,3  | PV        |
|                                 | 6         | Massaua              | 6,5  | 2,6  | PV        |
|                                 | 7         | Pavia Via Riviera    | 8,5  | 0,6  | PV        |
|                                 |           | Tangenziale di Pavia | 9,1  | 0,0  | PV        |